# 浙江獐牙菜
浙江獐牙菜（学名：Swertia hickinii）为龙胆科獐牙菜属下的一个种。

## 扩展阅读
維基物種上的相關：浙江獐牙菜